# 東犀川三四郎站
東犀川三四郎站（日语：／ Higashi-Saigawa-Sabshirō eki */?）是位於福岡縣京都郡京都町犀川續命院67番2號，平成筑豐鐵道的田川線車站。車站編號為HC25。
車站名稱中的三四郎取自夏目漱石同名小說「三四郎」（三四郎的出身地設定為京都郡）。

## 歷史
- 1993年（平成5年）3月18日 - 車站啟用。

## 構造
車站是一座地面車站，設有1面1線的單式月台。此站是無人車站。

## 使用狀況
- 在2018年度，1日平均上落車人次為51人[1]。
- 在2019年度，1日平均上落車人次為51人[1]。

## 周邊
- 福岡縣道34號行橋添田線（日语：福岡県道34号行橋添田線）
- 今川（日语：今川 (福岡県)）
- 續命院公民館

## 相鄰車站
平成筑豐鐵道
田川線
新豐津（HC26）－東犀川三四郎（HC25）－犀川（HC24）

## 外部連結
- 東犀川三四郎站 （页面存档备份，存于）（日語）（平成筑豐鐵道沿線情報網站）